# نامدائه‌مون
نامدائه‌مون (انگلیسی: Namdaemun) یکی از هشت دروازه در دیوار قلعه سئول در کره جنوبی است.